# Brațul anterior al capsulei interne
Brațul anterior al capsulei interne (Crus anterius capsulae internae) reprezintă o porțiune a capsulei interne situată între capul nucleului caudat (aflat medial) și suprafața anteromedială a nucleului lenticular (aflată lateral); brațul anterior al capsulei interne este situat anterior de genunchiul capsulei interne. Brațul anterior este scurt și îndreptat anterior și spre exterior.
Brațul anterior al capsulei interne conține radiația talamică anterioară și fibre frontopontine. 
- Fibrele descendente sunt alcătuite din fibre frontopontine (Arnold) care provin din cortexul frontal și se termină în nucleele pontine.

- Radiația talamică anterioară (pedunculul talamic anterior) constă din fibre talamofrontale ascendente de la următoarele nuclee ale talamusului: de la nucleul talamic mediodorsal spre cortexul prefrontal, de la  nucleul ventral anterior spre zona premotorie, de la nucleul ventral lateral spre zona motorie și de la nucleele anterioare spre girusul cingulat. Fibrele frontotalamice a radiaței talamice anterioare sunt fibre descendente de la lobul frontal spre aceleași nuclee a talamusului.